# Life After Life
Life After Life ist eine britische Miniserie der BBC, die hinsichtlich ihres Genres Drama und Fantasy mit religiösen Anklängen vermischt. Sie basiert auf dem Roman Die Unvollendete von Kate Atkinson von 2013.

## Handlung
Die Handlung beginnt im England des frühen 20. Jahrhunderts und spielt im Wesentlichen bis zu den 1940er-Jahren. Bei ihrer Geburt im Februar 1910 stirbt Ursula Todd aufgrund einer Nabelschnurumschlingung unter dem Begleitumstand, dass ein herbeigerufener Arzt aufgrund eines Schneesturms nicht rechtzeitig zur Stelle sein kann, um Hilfe zu leisten. Ursula wird jedoch sogleich erneut geboren um in einem alternativen Zeitstrang, in dem der Arzt rechtzeitig eintrifft, vor einer Strangulation durch die Nabelschnur bewahrt zu werden.
Diese Konzept der Wiederkehr zieht sich durch die gesamte Serie, denn Ursula stirbt im weiteren Verlauf verschiedene Tode als Kind, Jugendliche oder Erwachsene. Im jeweils darauffolgenden Leben meidet sie instinktiv die Situationen, die schon einmal zu ihrem Tod geführt haben, ohne sich selbst rational erklären zu können, warum sie bestimmte Handlungen vornimmt/unterlässt. Teilweise verhindern auch andere schicksalhafte Fügungen den erneuten Tod Ursulas. Beispielsweise wird sind im Kleinkindalter von einem anwesenden Landschaftsmaler vor dem Ertrinken im Meer gerettet. Nach einem Tod startet Ursula das nächste Leben stets „bei null“, also ihrer erneuten Geburt. Sowohl Unfälle als auch Krankheiten (z. B. die spanische Grippe) können Ursachen für ihr Ableben sein. Verbindendes Element im Prozess des Sterbens ist herabfallender Schnee, wie er tatsächlich beim ersten Tod im Februar 1910 vorhanden war.
Ursula ist Teil einer wohlhabenden Familie in der sie mehrere Geschwister hat. Da ihre Eltern es sich leisten können, wird sie in im Teenageralter zu einem für spirituelle Themen aufgeschlossenen Psychiater geschickt, der ihre Alpträume behandeln soll, in denen sie regelmäßig stirbt. Dieser Psychiater bringt sie in Kontakt mit dem religiösen Konzept der Reinkarnation. Zunehmend beschäftigt sich Ursula mit spirituellen/philosophischen Fragen des Lebens, dies auch vor dem Hintergrund der zwei Weltkriege, die prägenden Einfluss auf alle Beteiligten haben.

## Veröffentlichung
Die BBC kündigte im Dezember 2020 die Adaption des Romans an. Die vierteilige Serie wurde vom 19. April bis 10. Mai 2022 auf BBC Two erstausgestrahlt sowie am 19. April 2022 vollständig online über den BBC iPlayer veröffentlicht. Die deutschsprachige Erstveröffentlichung erfolgte am 2. Juni 2023 online auf MagentaTV sowie im Free-TV ab dem 3. Dezember 2024 auf One.

## Besetzung und Synchronisation
Die deutschsprachige Synchronisation entstand nach den Dialogbüchern von Carina Krause und unter der Dialogregie von Henning Stegelmann durch die Mo Synchron in München.
| Rollenname                 | Darsteller            | Synchronsprecher   |
| -------------------------- | --------------------- | ------------------ |
| Erzählerin                 | Lesley Manville       | Elisabeth Günther  |
| Ursula Todd (Erwachsene)   | Thomasin McKenzie     | Maresa Sedlmeir    |
| Sylvie Todd (Mutter)       | Sian Clifford         | Caroline Ebner     |
| Hugh Todd (Vater)          | James McArdle         | Pirmin Sedlmeir    |
| Teddy Todd (Bruder)        | Sean Delaney          | Leonard Hohm       |
| Izzie (Tante)              | Jessica Brown Findlay | Sophie Rogall      |
| Pamela Todd (Schwester)    | Patsy Ferran          | Marcia von Rebay   |
| Maurice Todd (Bruder)      | Harry Michell         | Felix Auer         |
| Jimmy Todd (Bruder)        | Laurie Kynaston       | Mio Lechenmayr     |
| Mrs. Glover (Haushälterin) | Jessica Hynes         | Susanne von Medvey |
| Bridget (Hausmädchen)      | Maria Laird           | Friederike Sipp    |
| Dr. Fellowes (Arzt)        | Ron Cook              | Walter von Hauff   |
| Dr. Kellet (Psychiater)    | John Hodgkinson       | Christoph Jablonka |

## Episodenliste
| Nr. (ges.) | Nr. (St.) | Deutscher Titel   | Originaltitel | Erstausstrahlung Vereinigtes Königreich | Deutschsprachige Erstveröffentlichung (D/A/CH) |
| ---------- | --------- | ----------------- | ------------- | --------------------------------------- | ---------------------------------------------- |
| 1          | 1         | Was wäre, wenn    | Episode 1     | 19. Apr. 2022                           | 2. Juni 2023                                   |
| 2          | 2         | Schlechter Umgang | Episode 2     | 19. Apr. 2022                           | 2. Juni 2023                                   |
| 3          | 3         | Lust aufs Leben   | Episode 3     | 19. Apr. 2022                           | 2. Juni 2023                                   |
| 4          | 4         | Sag mir Lebwohl   | Episode 4     | 19. Apr. 2022                           | 2. Juni 2023                                   |